# ترس از مار
اوفیدیوفوبیا (یا اوفیوفوبیا) یا مارهراسی نوعی فوبیای خاص و ترس غیرمنطقی از مارها است. این ترس برخی اوقات با یک اصطلاح کلی تر به نام هرپتوفوبیا یا ترس از خزندگان نامیده می‌شود. این کلمه از کلمه یونانی «اُفیس» (ὄφις) به معنی مار و «فوبیا» (φοβία) به معنای ترس برگرفته شده‌است.

## نشانه‌ها
علائم ترس از مار در افرادی که به آن مبتلا هستند، متفاوت است. در بعضی از افراد این علائم خفیف و در بعضی دیگر این علائم شدید است. اصلی‌ترین علائم ترس از مار عبارت‌اند از:
- اضطراب افراطی در هنگام مواجهه با مار.
- بروز علائم جسمانی و روانی ترس (مانند بالا رفتن ضربان قلب، لرزش بدن، تعریق، احساس دلهره شدید و…) بلافاصله بعد از مواجه شدن با محرک اضطراب‌آور.
- تلاش بسیار زیاد برای عدم مواجهه با موقعیت‌هایی که احتمال وجود مار در آن‌ها هست.
-این علائم بیشتر از ۶ ماه در فرد ادامه دارند و در عملکرد وی، در زندگی اجتماعی و روابط بین فردی و شغلی تأثیر منفی می‌گذارند.

## علل ترس از مار
به‌طور کلی یکی از اصلی‌ترین علت‌های فوبیا، تجربه ناگوار در گذشته در مواجهه با آن محرک خاص است. اما در موارد زیادی افرادی که مبتلا به فوبیای مار هستند، قبلاً هیچ گونه تجربه تلخ و ناراحت‌کننده‌ای در برخورد با این موجود نداشته‌اند. پس چرا این فوبیا در آن‌ها به وجود آمده‌است؟
جواب این سؤال ریشه در تکامل انسان دارد. مؤسس علوم مغزی و شناخت رفتار انسانی «مکس پلانک» در آلمان تحقیق جالبی در این زمینه انجام داده‌است. محققان این مؤسسه تعدادی از نوزادان را در معرض عکس‌هایی از ماهی، گل و مار قرار دادند. بعد از بررسی واکنش نوزادان به این عکس‌ها دریافتند که مردمک چشم نوزادان در مواجهه با عکس مار، گشادتر از حالت‌های دیگر است. گشاد شدن مردمک چشم بیانگر واکنش در مقابل استرس است. هر چقدر مردمک بیشتر گشاد شود، واکنش در مقابل استرس بیشتر است. درنتیجه محققان دریافتند نوزادان بدون اینکه یادگیری اکتسابی خاصی داشته باشند، واکنش استرسی بیشتری به مار دارند.
پس ریشه ترس از مار باید در سرشت انسان باشد. در واقع می‌توان گفت انسان به صورت ذاتی از هر چیزی که برای او با احتمال خطر و ضرر و زیان همراه باشد، می‌ترسد. این ترس از گذشته‌های دور در او نهادینه شده و در برخی از افراد به شکل شدیدتری بروز پیدا می‌کند.

## درمان ترس از مار
درمان فوبیا با روش‌های مختلفی صورت می‌گیرد اما در موارد شدید و غیرقابل کنترل مراجعه به مشاوره کنترل استرس و دریافت کمک‌های تخصصی الزامی است. در ادامه برخی از روش‌های درمان فوبیای مار را شرح داده‌ایم:

### شناخت درمانی
درمان شناختی یکی از مؤثرترین راهکارهای درمانی برای درمان ترس از مار است. افرادی که فوبیای مار دارند، این حیوان را بسیار خطرناک‌تر از آنچه که هست، می‌پندارند. این درمان طرز فکر افراد مبتلا را نسبت به این حیوان تغییر می‌دهد.

### حساسیت زدایی منظم
حساسیت زدایی منظم روش دیگری در درمان فوبیا است. این روش درمانی سه مرحله دارد:
الف) تهیه لیست از حالت‌ها و موقعیت‌هایی که در فرد اضطراب ایجاد می‌کند؛ به ترتیب از محرکی که کمترین اضطراب را ایجاد می‌کند تا اضطراب آورترین.
ب) یادگیری روش‌های آرمیدگی و ریلکسیشن
ج) تصور کردن سلسله مراتب لیست از محرکی که کمترین اضطراب را ایجاد می‌کند به ترتیب تا اضطراب آورترین، در حالی که فرد کاملاً ریلکس است.

### ترس از مار | مواجهه درمانی
این روش درمانی شباهت زیادی با روش حساسیت‌زدایی منظم دارد. فرد در معرض سلسله مراتب قرار می‌گیرد با این تفاوت که فرد احساس اضطراب را در هر مرحله حفظ می‌کند تا به تدریج این اضطراب برای فرد عادی شود. برای آن که روش‌های درمانی مؤثر واقع شود، فرد مبتلا باید نسبت به مسئله خود و عامل ایجادکننده آن آگاهی پیدا کند. شرکت در جلسات درمانی با روان‌شناس و متعهد شدن به برنامه درمانی، باعث می‌شود فوبیای حیوانات به راحتی درمان شود.

### دارو درمانی
در موارد شدیدتر، می‌توان ابتدا از یک دوره دارو درمانی شامل داروهای ضد اضطراب و داروهای ضد افسردگی استفاده کرد و سپس بعد از کاهش علائم، روان‌درمانی را آغاز نمود.